# Lola, érase una vez
Lola, érase una vez (lit. Lola, Era uma Vez) é uma telenovela juvenil mexicana produzida por Pedro Damián para a Televisa e inciada pelo Las Estrellas em 26 de fevereiro de 2007, substituindo  Código postal, às 18:00. Porém, transferida para o Canal 5, a partir de 19 de março de 2007, às 20:00, sendo a primeira transmitida no canal, finalizando em 11 de janeiro de 2008. É um remake da telenovela argentina Floricienta, produzida em 2004.
A trama foi protagonizada por Eiza González e Aarón Díaz e antagonizada por Grettell Valdez, Lorena Herrera, Karla Cossio, Salvador Zerboni e Viviana Ramos.

## Sinopse
Esta é a romântica e adolescente história de Lola, uma moderna, rebelde e otimista garota de 18 anos, que não espera de braços cruzados que uma fada madrinha lhe resolva os problemas com sua varinha, por isso sai ao mundo para buscar a felicidade por si mesma. Sua maior alegria é cantar e dançar com o grupo musical que formou com seus amigos. Para Lola, nenhum trabalho a intimida. Sem ter experiência, consegue emprego como ajudante de babá na luxuosa mansão dos Von Ferdinand, e depois de lidar com umas travessuras, sua vibrante personalidade lhe ganha o carinho e a confiança dos diabinhos que tem que atender: Otto de 8 anos, Boris de 12 , Marion de 16, e os gêmeos Archie e Marcus, de 17 anos. 
O príncipe do conto é Alexander, o maior dos Von Ferdinand. No entanto, este príncipe não pensa em se apaixonar. Devido a trágica morte de seu pai em um acidente, Alexander abandonou seus estudos de mestre para ficar a cargo de seus irmãos e dos negócios da família. Seu coração está fechado para o amor e a alegria, e sua maior dor de cabeça é a rebeldia de seus irmãos.
As crianças descobrem que Lola sai sem permissão para cantar com seu grupo e a obrigam a levá-los com ela. Os jovens encontram na música a emoção e a liberdade que lhes faltavam em sua rígida educação,
Mas a vida de Lola se complica, porque em todo bom conto não pode faltar a bruxa má, e este papel corresponde a Montserrat, a madrinha de Alexander, uma mulher perversa cuja maior ambição é casá-lo com sua filha maior, Carlota, para apoderar-se da fortuna dos Von Ferdinand. Mas seu principal obstáculo é Lola, por isso está decidida a destruí-la.

## Elenco
- Eiza González -  Dolores Santodomingo Valente (Lola)
- Aarón Díaz - Alexander Von Ferdinand
- Grettell Valdez - Carlota Santodomigo Torres-Oviedo
- Lorena Herrera - Montserrat Torres-Oviedo Vda. de Santodomingo
- Tiare Scanda - Milagros Ramos
- Natasha Dupeyrón - Marion Von Ferdinand
- Eddy Vilard - Archibaldo Von Ferdinand
- Derrick James - Marcus Von Ferdinand
- Octavio Ocaña - Otto Von Ferdinand
- Juan Luis Arias - Boris Von Ferdinand
- Viviana Ramos - Bianca Chávez
- Luis Gerardo Méndez - Damián Ramos "Bataca"
- Juan Acosta - Danilo "Facha"
- Violeta Isfel - Gabriela "Gaby" Miranda
- Beatriz Moreno - Petra Sigrid Von Beethoven
- Rubén Cerda - Oscar Antonio "Antonino"
- Salvador Zerboni - Gonzalo Iglesias
- Alberto Agnesi - Patrick Luvier
- Teresa Ruiz - Jazmín Romero
- Diana Golden - Samira Romero
- Renato Bartilotti - Claudio Bonilla
- Patricio Borghetti - Máximo Augusto Calderón de la Hoya
- Javier Herranz - Joaquín Romero
- Zoraida Gómez - Rafaela Santodomingo Torres-Oviedo
- Victoria Díaz - Mercedes Velasco
- Víctor Alfredo Jiménez - Salvador Menéndez
- Alejandro Peraza - Raúl Ramos'
- Alejandro Nones - Waldo López
- Francisco Avendaño - Edmundo Velasco
- Renata Flores - Pancha García
- Isaura Espinoza - Éther Holbein
- Ana Isabel Meraza - Lina Macedo
- Manolo Royo - Lorenzo Casablanca
- Arturo Barba - André Gutiérrez
- Jacqueline Voltaire - Monique Fauve
- Oscar Traven - William Fauve
- Amairani - Sandra Espinosa
- Roberto Assad - Chacho Ramos
- Alejandra Jurado - Cándida Ortiz
- Miguel Ángel Santa Rita - Gael Juaréz
- Manola Diez - Amel Von Ferdinand
- Aitor Iturrioz - Richard
- Sergio DeFassio - Evaristo
- Paulina Goto - Maribel Hierro Uribe
- Michelle Renaud - Elisa Camargo Lorenzo
- Juan Rios Cantu - Eduardo Pescador
- José María Negri - Licenciado Saldívar
- Karla Cossío - Paloma Casablanca
- José Carlos Femat - Manfred Von Ferdinand
- Ingrid Schwebel - Valentina Sotomayor
- Carlo Guerra - Diego Velasco
- Eleazar Gómez - Adrián
- Alan Estrada - Nicolás
- Anna Fomina - Lucía Freire
- Aldo Gallardo - Gastón
- Ferny Graciano - Mirtha
- Héctor Norman - Morgan
- Karen Sandoval - Jazmín Maurette
- Antonio Sainz - Jorge "Chucky"
- Karla Luengas - Marcela Ramos/Dolores Valente Pescador
- Leonardo Unda - Bertín
- Polly - Pita del Villar
- Alan Gutiérrez - Julio
- Armando Hernández - Canguro
- Werner Bercht - Luiggi Von Ferdinand
- Isamar Martínez - Dominic Fauve
- Stephanie - Marina Chávez
- Esperanza Aragón - Hija de Lola y Alexander
- Anneliese Asunsolo - Matilde Espinosa
- Berta Lugo-Rita Valente
- Alonso Parra Valazquez-Axel Von Ferdinand
- Violeta Sandez Castillo-Roberta Valente Pescador
- Enrique Rocha - Excelsior Maximus
- Altaír Jarabo - Catherine
- Blanca Sánchez - Nilda Lobo de Santo Domingo
- Lisardo - Franks
- Polo Ortín - Funks
- Isabel Madow - Gretell García
- Beatriz Morayra -  Amante de Raúl
- Daniel Saragoza -  Herverd Von Ferdinand
- Iris Pocket -    Vicenta Torres-Oviedo

### Participação especial
- RBD - eles mesmos
- Maite Perroni - La Nova Cenicienta

## Outras mídias
A partir de 13 de abril de 2007 foi lançada uma revista da novela, dirigida ao público infanto juvenil. Inicialmente as edições eram mensais. Devido ao grande sucesso, a partir de agosto do mesmo ano, a revista ganhou edições a cada 15 dias. 

## Trilha Sonora

### Lola, érase una vez - Volume 1
- 01. Si Me Besas
- 02. Sé Muy Bien
- 03. Lo Que No Fue Será
- 04. Sapo Azul
- 05. Espiral
- 06. Princesa
- 07. Ven y Dime
- 08. Y Te Vas de Aquí
- 09. Masoquismo
- 10. Tu Circo
- 11. Mágico
- 12. Sabré Que Eres Tú

### Lola, érase una vez - Volume 2
- 01. Basta
- 02 Dejame Volar
- 03 Si Vendras
- 04. Flores Amarillas
- 05. Hoy Sin Ti
- 06. La Vida Es Una Cancion
- 07. Cuando Te Vallas
- 08. Nada Cambio
- 09. Puedo Sentir
- 10. Voy A Salir A Buscarte
- 11. Ya Te Vi
- 12. Yo Estoy Aqui

## Prêmios e Indicações

### Prêmio TVyNovelas 2008
| Categoria                 | Nomeado(a)                         | Resultado |
| ------------------------- | ---------------------------------- | --------- |
| Melhor atriz revelação    | Eiza González                      | Ganhadora |
| Melhor atuação infantil   | Octavio Ocaña                      | Ganhador  |
| Melhor direção de camêras | Vivian Sánchez Ross Daniela Ferrer | Nomeadas  |

## Outras versões
- A versão original da novela foi produzida naArgentina, Floricienta (2004) que contou com 2 temporadas, feita por Cris Morena Group y RGB Entertainment para Canal13 da Argentina. Dirigida por Martín Mariani, foi protagonizado por Florencia Bertotti e Juan Gil Navarro.
- Brasil, Floribella (2005): A versão brasileira foi a primeira versão local de Floricienta, trouxe como protagonistas Juliana Silveira, Roger Gobeth e Mário Frias. Foram produzidas as duas temporadas com um sucesso relativo. Foi produzido pela Rede Bandeirantes.
- Chile, Floribella (2006): Realizado pelo canal TVN. Com Mariana Derderián e Cristián Arriagada. Foi a primeira versão a ter só uma temporada, em que Flor e Fede terminam juntos.
- Colômbia, Floricienta (2006): Transmitida pela RCN com Mónica Uribe e Gonzalo Revoredo. Nesta versão Flor e Fede se casam e recebem a noticia da espera de um bebê.
- Portugal, Floribella (2006): Foi a primera telenovela produzidas pela SIC. A primeira temporada, protagonizada por Luciana Abreu e Diogo Amaral, foi um grande sucesso.Com isso,foi produzida a segunda temporada com Ricardo Pereira como Conde Máximo, também transmitida pela SIC e SIC Internacional (TV a Cabo).